# بيريز بايا
خوسيه لويس بيريز بايا سولير (28 مارس 1928 - 12 أغسطس 2022)، (المعروف باسم بيريز بايا)، هو لاعب كرة قدم إسباني لعب كمهاجم.

## روابط خارجية
- بيريز بايا على موقع قاعدة بيانات كرة القدم.إي يو (الإنجليزية)
- بيريز بايا على موقع ناشيونال فوتبول تيمز (الإنجليزية)
- بيريز بايا على موقع عالم كرة القدم.نت (الإنجليزية)